# Butylisocyanat
Butylisocyanat ist der Butylester der Isocyansäure. Es ist eine sehr reaktive chemische Verbindung, die z. B. bei der Herstellung von Iodocarb verwendet wird. Wie die Isocyansäure und die anderen Isocyanate ist es sehr giftig.
Unter Wärmezufuhr polymerisiert Butylisocyanat. Die mittels DSC bestimmte Zersetzungswärme beträgt −55 kJ·mol−1 bzw. −550 kJ·kg−1.

## Verwendung
Butylisocyanat tritt als Ausgasung aus PU-Klebstoffen auf.